# Cykowo (województwo wielkopolskie)

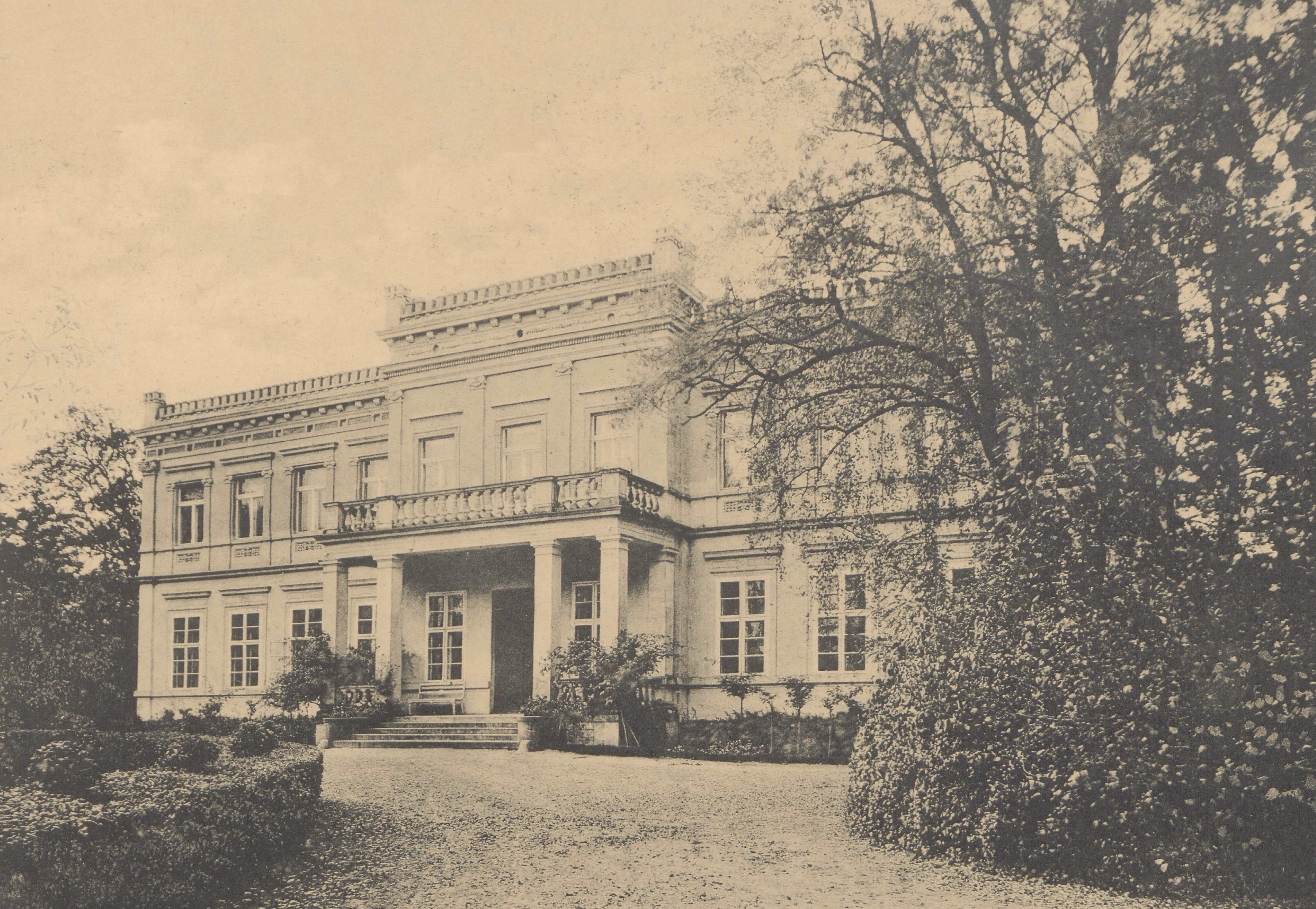
Widok dworu przed 1912

Cykowo – wieś w Polsce położona w województwie wielkopolskim, w powiecie grodziskim, w gminie Kamieniec.
Na zachód od Cykowa przebiega linia kolejowa z Grodziska Wielkopolskiego do Kościana, obsługiwana jedynie przez Grodziską Kolej Drezynową.

## Historia
Cykowo było wymieniane w dokumentach w 1397.
Wieś Czikowo maior położona była w 1581 roku w powiecie kościańskim województwa poznańskiego.
W okresie Wielkiego Księstwa Poznańskiego (1815-1848) miejscowość wzmiankowana jako Cykowo należała do ówczesnego pruskiego powiatu Kosten rejencji poznańskiej. Cykowo należało do okręgu wielichowskiego tego powiatu i stanowiło siedzibę majątku, który należał wówczas do Biegańskiego. Według spisu urzędowego z 1837 roku Cykowo liczyło 7 dymów (domostw).
Pod koniec XIX wieku dominium Cykowo w powiecie kościańskim wraz z Cykówkiem liczyło 246 mieszkańców we wsi oraz 60 w przysiółkach (olędry). Wszyscy mieszkańcy deklarowali się jako katolicy. Właścicielem był wtedy Wincenty Biegański. W latach 1975–1998 miejscowość administracyjnie należała do województwa poznańskiego.

## Zabytki
W Cykowie zachował się zabytkowy dwór z I poł. XIX wieku zbudowany dla Józefa Biegańskiego, przebudowany w II poł. XIX wieku i odbudowany ok. 1985 roku. Został zaadaptowany na hotel. W sąsiedztwie dworu znajduje się XIX-wieczny park krajobrazowy o pow. 20,1 ha, również zabytkowy, o charakterze leśnym z licznymi starymi drzewami. Na listę zabytków wpisano także oficynę dworską z I poł. XIX wieku oraz folwark z II poł. XIX wieku, na który składają się zabudowania stajni z wozownią, obora, spichrz i stodoła.